# Scheid (Much)
Scheid ist ein Ortsteil der Gemeinde Much im Rhein-Sieg-Kreis. Außerhalb von Scheid liegt der Scheidhof.

## Geschichte
Urkundlich erwähnt wurde Scheid als Abtshof auf dem Scheid erstmals 1275. Im 14. Jahrhundert wurde dieser Hof von der Familie Weschpfennig erworben, die sich später Herren von Scheidt genannt Weschpfennig nannten. Das Rittergut Scheid war danach noch Wohnsitz von Philip Hundt, Schultheiß von Much.
1901 hatte das Dorf 68 Einwohner. Es waren 17 Haushalte verzeichnet:
Gerhard Dahlhäuser, Witwe Peter Josef Dick, Wilhelm Haas, Hubert und Wilhelm Kranüchel, zwei Joh. Krimmel, Friedrich Küpper, Josefa Küpper, Joh. Peter Moos, Arnold Müller, Witwe Wilhelm Rath, Gerhard, Joh. Peter, Joh. Theodor und Wilhelm Schrahe sowie Peter Josef Wurtscheid. Fast alle waren Ackerer. Anderen Erwerb hatten nur einer der Krimmel als Zimmerer, Friedrich Küpper als Mühlenbesitzer und der Schuster Wurtscheid.

## Dorfleben
In Scheid gibt es eine Reithalle, einen Angelpark und zwei von der Dorfgemeinschaft errichtete Boulebahnen.